# Халань
Хала́нь (Холань, в народе Халанка) — река в Корочанском и Чернянском районах Белгородской области.
Длина реки составляет 35 км, площадь водосборного бассейна 287 км².

## Течение
Река Халань впадает в реку Оскол в 340 км от устья последней, в посёлке Красный Остров на высоте 106 м над уровнем моря. Исток реки расположен у села Большая Халань Корочанского района Белгородской области.
На реке Халань, от истока к устью расположены сёла — Большая Халань, Прилепы, Ковылино, Русская Халань и посёлок Красный Остров.

## Данные водного реестра
По данным государственного водного реестра России относится к Донскому бассейновому округу, водохозяйственный участок реки — Оскол ниже Старооскольского гидроузла до границы РФ с Украиной, речной подбассейн реки — Северский Донец (российская часть бассейна). Речной бассейн реки — Дон (российская часть бассейна).
Код объекта в государственном водном реестре — 05010400312107000011905.